# Helene Postranecky
Helene „Hella” Postranecky, po mężu Altmann (ur. 12 marca 1903 w Wiedniu, zm. 5 stycznia 1995 tamże) – austriacka działaczka polityczna związana najpierw z Socjaldemokratyczną Partią Robotniczą Austrii, a następnie Komunistyczną Partią Austrii. Jako podsekretarz stanu w ministerstwie wyżywienia w rządzie tymczasowym Karla Rennera była pierwszą w historii Austrii kobietą na stanowisku rządowym.

## Życiorys

### Młodość. Działalność w Socjaldemokratycznej Partii Robotniczej Austrii
Jej rodzice, Franz Postranecky i jego partnerka, a następnie żona Anna, byli robotnikami. Rodzina żyła w ubóstwie w 10. dzielnicy Wiednia. Matka przyszłej polityk zmarła po nielegalnym zabiegu przerwania ciąży, ojciec – na chorobę serca wywołaną powikłaniami grypy hiszpanki. W wieku 14 lat Helene Postranecky zaczęła pracować jako służąca, a następnie, do 1923 r., jako niewykwalifikowana pracownica pomocnicza w fabryce perfum i mydeł Calderara & Bankmann. Tam też zetknęła się z ruchem robotniczym. W 1919 r. wstąpiła do Wolnych Związków Zawodowych oraz do Socjaldemokratycznej Partii Robotniczej (SDAP). W latach 1923–1924 odbyła półroczny kurs dla wychowawczyń przedszkolnych. W 1924 r. została sekretarzem partyjnej organizacji kobiecej w jednej z dzielnicy Wiednia (Viertel ober dem Wienerwald). Od 1924 r. do 1934 r. była pełnoetatową pracownicą partii socjaldemokratycznej. Nie miała formalnego wykształcenia, kształciła się w szkołach partyjnych, w tym w założonej w 1926 r. w dzielnicy Döbling Wyższej Szkole Robotniczej, której kierownikiem był Josef Luitpold Stern. Od 1927 r. kierowała strukturami kobiecej organizacji socjaldemokratycznej w Dolnej Austrii oraz zasiadała we władzach partii w tymże regionie. Podczas gdy politycznym przywódcą socjaldemokratów w Dolnej Austrii był Oskar Helmer, Helene Postranecky odpowiadała za techniczne i w znacznej mierze organizacyjne kwestie działania partii.
Była szczególnie zaangażowana w ruchu pracujących kobiet i kobiecych organizacjach socjaldemokratycznych. Najpóźniej w 1929 r., będąc przywódczynią partyjnej organizacji kobiecej w Dolnej Austrii, została również wybrana do ogólnokrajowego centralnego sekretariatu ds. kobiet. W 1931 r. była delegatką na IV konferencję kobiet organizowaną w Wiedniu przez Międzynarodówkę Socjalistyczną. Zajmowała się głównie pracą organizacyjną, agitacją i propagandą, pozyskiwaniem nowych członkiń i wyborczyń. Była dobrą mówczynią, pisała rzadziej: dopiero w latach 1930–1933 w regionalnej prasie socjaldemokratycznej zaczęły ukazywać się jej artykuły dotyczące ogólnych spraw politycznych, praw kobiet czy stosunku narodowego socjalizmu do kobiet.
Od października 1933 r. była członkinią ogólnokrajowego zarządu Socjaldemokratycznej Partii Robotniczej Austrii. Została wybrana w jego skład na ostatnim zjeździe partii przed jej delegalizacją. Podczas tego zjazdu rezygnacje ze swoich funkcji w zarządzie partii złożyły Adelheid Popp i Therese Schlesinger, a na ich miejsce postanowiono wybrać inne kobiety, przedstawicielki młodszego pokolenia działaczek. Do zarządu weszły wówczas Helene Postranecky i Rosa Jochmann, co nie obyło się bez kontrowersji, gdyż część kierownictwa opowiadała się raczej za kandydaturą Käthe Leichter, intelektualistki i autorki pionierskich studiów nad kobietami-robotnicami. Wybór Postranecky i Jochmann motywowano ich popularnością w partii, jaką zdobyły, działając od lat jako agitatorki.

### Po delegalizacji partii socjaldemokratycznej
W 1934 r., gdy po austriackiej wojnie domowej partia socjaldemokratyczna została zdelegalizowana, Postranecky jako członkini jej kierownictwa automatycznie stała się osobą poszukiwaną przez policję. Dzień po tym, gdy w jej mieszkaniu w dzielnicy Margaretengürtel przeprowadzono przeszukanie, zgłosiła się na posterunek dobrowolnie. Spędziła następnie osiem miesięcy w więzieniu. Została zwolniona w październiku 1934 r. z nakazem meldowania się na policji, zakazem opuszczania Wiednia, telefonowania i korzystania z miejskich autobusów. Całkowitą wolność odzyskała w 1935 r. na mocy amnestii dla byłych działaczy partii socjaldemokratycznej. W związku z delegalizacją partii nie mogła dłużej pracować jako etatowa funkcjonariuszka organizacji i przez pewien czas pozostawała bezrobotna. Następnie znalazła zatrudnienie w firmach ubezpieczeniowych: najpierw Phönix-Versicherung, a następnie Donau Versicherung, gdzie pracowała od 1936 do 1945 r.

### Działaczka Komunistycznej Partii Austrii
Po Anschlussie Austrii przyłączyła się do Komunistycznej Partii Austrii, działającej w podziemiu. Była członkinią kierownictwa partyjnego. Jako socjaldemokratka należała raczej do prawego skrzydła partii. W 1938 r. doszła jednak do przekonania, że polityka socjaldemokratów przed 1934 r. była błędna i doprowadziła do osłabienia ruchu robotniczego. Podczas gdy do Komunistycznej Partii Austrii dołączyło w tym czasie wielu dawnych działaczy socjaldemokratycznych niskiego i średniego szczebla, spośród członków kierownictwa organizacji podobną decyzję co Postranecky podjęli tylko Laurenz Genner i w 1946 r. Marie Köstler.
Odegrała znaczącą rolę w sformułowaniu programu komunistów adresowanego do kobiet. W latach 1938–1945 brała udział w podziemnej antynazistowskiej działalności wydawniczej i w gromadzeniu środków dla lewicowych działaczy przebywających w więzieniach i obozach.
W 1945 r. objęła stanowisko podsekretarza stanu w ministerstwie wyżywienia ludności (Volksernährung) w powojennym rządzie Karla Rennera, tworzonym przez Socjaldemokratyczną Partię Austrii, Komunistyczną Partię Austrii oraz Austriacką Partię Ludową. Stała się tym samym pierwszą w historii Austrii kobietą na oficjalnym stanowisku rządowym. Rząd Rennera funkcjonował do grudnia 1945 r.
W 1946 r. Helene Postranecky objęła stanowisko sekretarz generalnej Demokratycznego Związku Kobiet Austrii, organizacji kobiecej, która, z założenia ponadpartyjna, była faktycznie zdominowana przez komunistki. W ramach Związku Postranecky walczyła m.in. o prawo kobiet do legalnej aborcji, reformy prawa rodzinnego, wsparcie państwa w wychowywaniu dzieci, równe płace i równy dostęp do wykształcenia niezależnie od płci. Organizacja domagała się również rozbrojenia i brała udział w ruchu pokojowym. Była faktyczną przywódczynią robotniczego ruchu kobiecego w powojennej Austrii. W 1946 r. wydana została broszura Kobieta w nowej Austrii (Die Frau im neuen Österreich), oparta na jej wcześniejszym przemówieniu, w której wyłożyła swoje przekonania w sprawach równości kobiet i mężczyzn w życiu społecznym, gospodarczym i politycznym.
Postranecky była jedyną kobietą, która zasiadała w kierownictwie powojennej Komunistycznej Partii Austrii. Do 1954 r. była członkinią Biura Politycznego organizacji, do 1969 r. – Komitetu Centralnego, zaś w latach 1945–1948 pełniła funkcję jednego z trzech wiceprzewodniczących. W 1952 r. odeszła ze sprawowanego stanowiska w Demokratycznym Związku Kobiet Austrii, nie mogąc dojść do porozumienia z Bertą Brichacek, liderką wiedeńskich struktur organizacji. Partia zdecydowała wówczas o usunięciu z dotychczasowych funkcji wszystkich skonfliktowanych działaczek. Działalność Postranecky została poddana krytyce na forum partyjnym, a ona sama złożyła samokrytykę.
Wycofała się z działalności w Komunistycznej Partii Austrii w geście protestu przeciwko stłumieniu Praskiej Wiosny. Nadal deklarowała jednak poglądy komunistyczne i czuła się związana z ruchem robotniczym. Zmarła w Wiedniu w 1995 r.
Jej mężem był Karl Altmann, również działacz socjaldemokratyczny, a następnie komunistyczny. Ich związek trwał od 1937 r., zaś małżeństwo zawarli dziesięć lat później.